# 絕不可能愛上你
《絕不可能愛上你》是筏田桂撰寫，U35擔綱封面設計的愛情小說。筏田桂一開始以在小說網站成為小說家吧連載，加筆後改以現標題由寶島社出版。改編漫畫於2018年1月出版，並由作畫。2016年於Crowd Gate舉辦的第4屆網路小說大獎得獎。
截至2017年7月的發行量超過13萬本，至2021年8月的發行量超過40萬本。

## 劇情
飯島靖貴是千葉縣南總高中三年級學生。他在學校夏季合宿的最後一天，遇到同班同學北岡惠麻並幫助了她。兩人之後開始在學校以外的地方交談，隨著時間過去，兩人之間的距離越來越近。

## 登場人物
飯島靖貴
本作男主角。就讀南總高中三年F班，鄉土地理研究社社員。不擅長應付惠麻。
北岡惠麻
本作女主角，棕髮棕瞳的美少女。就讀南總高中三年F班，是靖貴的同學。
飯島美貴子
靖貴的姊姊，比靖貴年長四歲。自南總高中畢業，就讀東京都內一所藥學學院。
齊藤克也
靖貴的同學，身高約一米七的男性，與靖貴在同所國中畢業。癡迷於特攝和動畫。
磯貝久美子
惠麻的朋友。與惠麻在小學和國中時是同學，高中就讀私立女校。在與惠麻一起搭乘電車時認識靖貴。
田村奈奈美
靖貴的國中同學，就讀南總高中三年級，和靖貴在同一個社團。
木村晉
惠麻的青梅竹馬，就讀南總高中三年G班。
大塚心菜
靖貴與惠麻的同學。

## 出版書籍

### 小說
| 卷數   | 寶島社 | 寶島社        | 寶島社                 | 春天出版社 | 春天出版社    | 春天出版社             |
| 卷數   | 副標題 | 出版日期      | ISBN                   | 副標題     | 出版日期      | ISBN                   |
| ------ | ------ | ------------- | ---------------------- | ---------- | ------------- | ---------------------- |
| 上     | 不適用 | 2017年3月25日 | ISBN 978-4-8002-7029-0 | 不適用     | 2022年6月30日 | ISBN 978-957-741-535-6 |
| 下     |        | 2017年7月6日  | ISBN 978-4-8002-7463-2 | 2 畢業     | 2024年10月初  | ISBN 978-957-741-945-3 |
| 短篇集 |        | 2021年8月5日  | ISBN 978-4-2990-1960-8 |            |               |                        |

- 外傳

| 卷數 | 寶島社       | 寶島社                 |
| 卷數 | 出版日期     | ISBN                   |
| ---- | ------------ | ---------------------- |
| 1    | 2018年3月6日 | ISBN 978-4-8002-8168-5 |

### 漫畫
| 卷數 | 寶島社        | 寶島社                 |
| 卷數 | 出版日期      | ISBN                   |
| ---- | ------------- | ---------------------- |
| 1    | 2018年1月26日 | ISBN 978-4-8002-7943-9 |
| 2    | 2018年7月20日 | ISBN 978-4-8002-8473-0 |

## 外部連結
- 官方網站 （页面存档备份，存于） （日語）